# Jaguar XKSS
La XKSS è una autovettura sportiva prodotta dalla Jaguar nel 1957. Era la versione stradale della D-Type.

## Il contesto

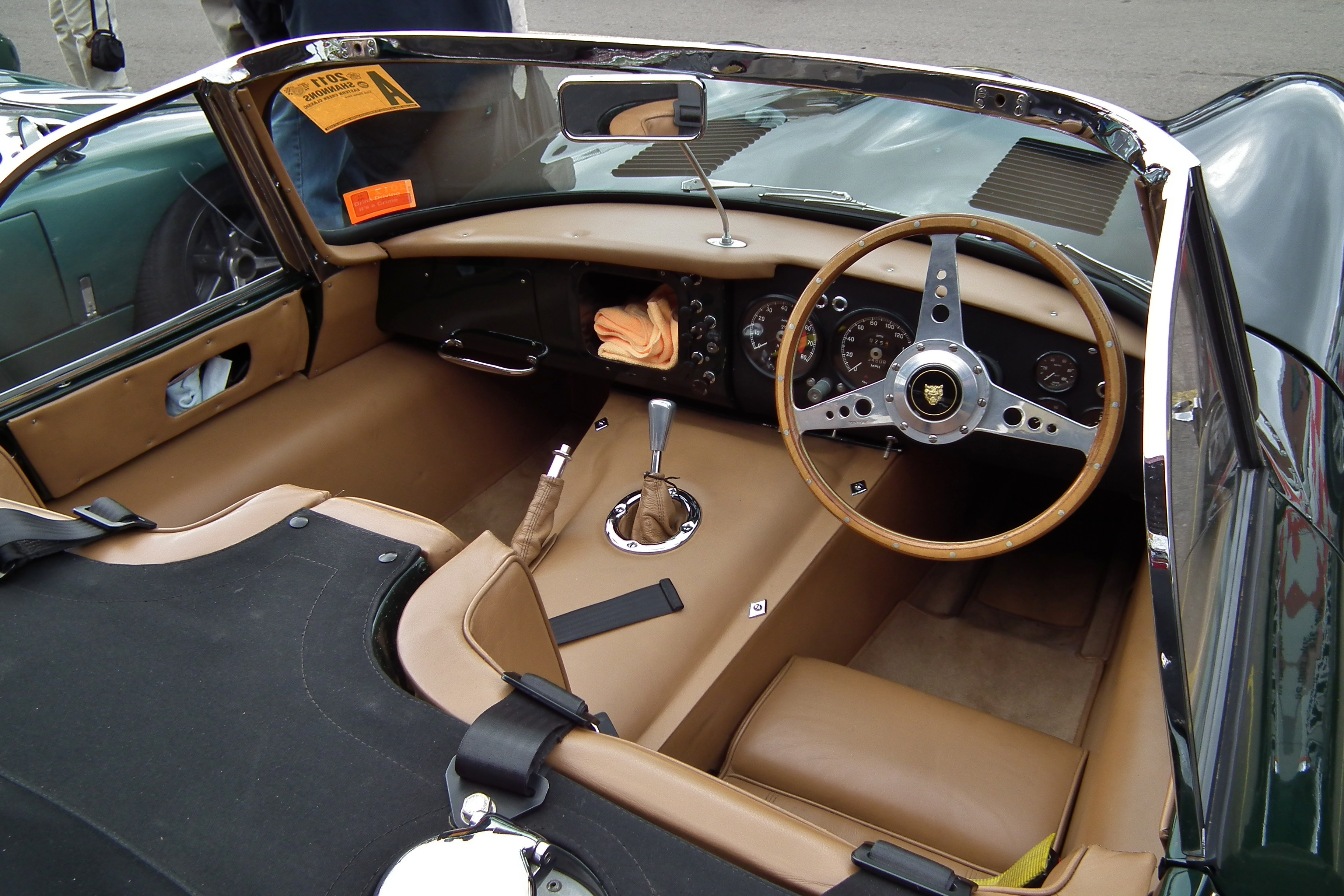
Gli interni

Dopo che la Jaguar si ritirò dalle competizioni alla fine della stagione 1955, la Casa inglese riutilizzò gli esemplari completi della D-Type rimasti invenduti e i telai incompiuti del modello citato per allestire la Jaguar XKSS stradale, apportando però delle modifiche rispetto alla vettura da corsa. L'obbiettivo perseguito da William Lyons era quello di recuperare l'investimento operato sugli esemplari e sui telai inutilizzati, indirizzando la nuova vettura verso il mercato statunitense delle auto europee ad alte prestazioni. Al modello da competizione vennero apportate modifiche minori sulla struttura generale, ma furono applicati diversi cambiamenti specifici per rendere la vettura adatta all'uso stradale.

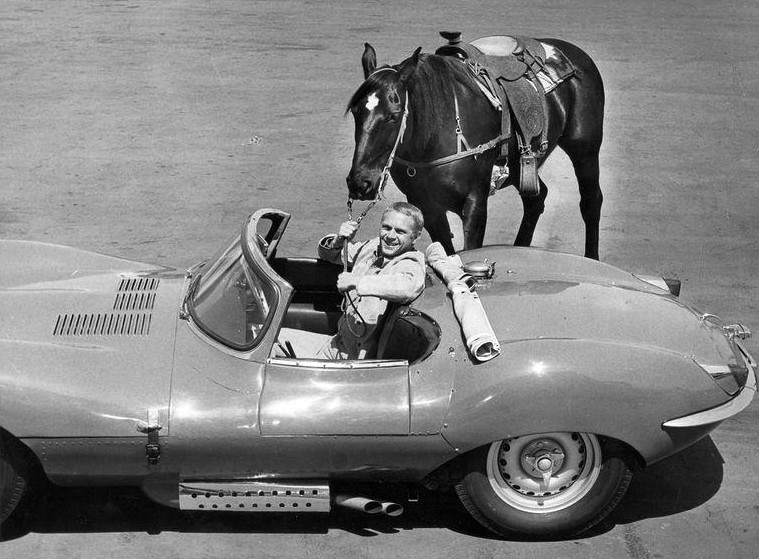
Steve McQueen e la sua XKSS

Vennero così aggiunti un sedile e la portiera lato passeggero, i finestrini laterali, un parabrezza a tutta larghezza con contorni cromati, dei paraurti cromati anteriori e posteriori (il cui stile fu applicato più tardi sulla E-Type), delle sottili linee cromate aggiunte sul bordo dei fanali anteriori ed una capote ripiegabile in tessuto per riparare i passeggeri dagli agenti atmosferici. I gruppi ottici posteriori erano poi montati più in alto, sui parafanghi, come per la precedente XK140. Vennero anche tolti la grande pinna posteriore dietro il guidatore ed il divisorio tra sedili anteriori. Il modello venne introdotto al salone dell'automobile di New York del 1957.
La sera del 12 febbraio 1957 un incendio divampò negli stabilimenti Jaguar di Browns Lane distruggendo, tra l'altro, 9 dei 25 esemplari della XKSS che erano completi o semi-completi. Per tale motivo, della XKSS ne vennero prodotti solamente 16 esemplari, la maggior parte dei quali venne venduta negli Stati Uniti d'America.
L'attore statunitense Steve McQueen possedette un esemplare di Jaguar XKSS per uso personale.
Al Salone di Los Angeles del 2016 Jaguar ha annunciato  che i 9 esemplari distrutti nell'incendio verranno costruiti rispettando le specifiche tecniche e le norme produttive originali.

## Caratteristiche tecniche
Il motore era un sei cilindri in linea anteriore e non sovralimentato. La cilindrata totale a 3.442 cm³, mentre il rapporto di compressione era di 9:1. La testata era fabbricata in lega d'alluminio, mentre il monoblocco era costruito in ghisa.
La distribuzione era formata da un doppio albero a camme in testa che comandava due valvole per cilindro. L'alimentazione era assicurata da tre carburatori di marca Weber e modello 45 DCM.
La potenza massima erogata dal propulsore era di 250 CV a 7200 giri al minuto, mentre la coppia era 325 N•m a 4500 giri al minuto.
La trasmissione era formata da un cambio manuale a quattro rapporti, mentre la trazione era posteriore.
La velocità massima raggiunta XKSS era di 228 km/h. Il modello poteva accelerare da 0 a 97 km/h in 5,2 secondi.